# Dębina Zakrzowska
Dębina Zakrzowska – wieś w Polsce położona w województwie małopolskim, w powiecie tarnowskim, w gminie Wojnicz.
W latach 1975–1998 miejscowość administracyjnie należała do województwa tarnowskiego.
Dębina Zakrzowska, notowana w źródłach od końca XVI wieku, stanowiła pierwotnie część wsi Zakrzów i wyodrębniła się w połowie XVII wieku.
W nocy z 4 na 5 sierpnia 1944 roku spadł tu zestrzelony aliancki Halifax JP 181, należący do 148 dywizjonu RAF, lecący z bazy w Brindisi we Włoszech z zaopatrzeniem dla powstania warszawskiego. Wydarzenie to upamiętniono w 1991 roku pomnikiem zaprojektowanym przez L. i O. Scheierów.
W 2008 roku miejscowość liczyła 402 mieszkańców i miała powierzchnię 170 ha.